# Murska Sobota Gallery
Галерея «Murska Sobota Gallery» (англ. Murska Sobota Gallery; словен. Galerija Murska Sobota) — художественная галерея в словенском городе Мурска-Собота, созданная в 1965 году; является организатором Европейского триеннале малых скульптур. На первых выставках преобладали работы местных художников, затем программа была расширена и теперь включает в себя как работы из Словении, так и из-за рубежа.

## История и описание
Деятельность галереи в Мурска-Соботе началась в период существования Социалистической Республике Словении, в 1965 году — с открытия выставочного павильона, построенного по проекту архитектора Франца Новака. Тогдашний член исполнительного совета Руди Чачинович, выступил со вступительным заявлением, в котором сообщил, что «новое выставочное пространство должно стать убедительным доказательством того, что общины в менее развитых регионах [Словении] также осознают целостность своих задач: от стремления к экономическому росту до образования», включая и «приверженность общины широкому художественному образованию населения и единой интегрированной культуре».
Таким образом, в начале своей выставочной деятельности галерее преобладали выставки художников из ближайшего региона — затем к ним присоединились и выставки из более широкого словенского и международного художественного пространства. Идея же проведения международной художественной выставки «Panonnia» — в выставочном павильоне Новака — родилась в 1967 году; события было названо «Регион Паннония — люди Паннонии» (Panonska pokrajina — panonski človek). На выставке были представлены работы художников из Австрии, Хорватии, Венгрии и Словении. До 1971 года галерея была основным организатором выставки — затем право организации было передано Венгрии, где в 1973 году прошла данная выставка (в Музей Саварии в Сомбатхее); в 1975 году выставка прошла в Австрии, во дворцу в Айзенштадте. В 1973 году в Мурска-Соботе впервые была организована югославская биеннале малых пластических форм (скульптур) — «Jugoslovanski bienale male plastike». С 1999 года данная биеннале была преобразована в Общеевропейскую триеннале малых скульптур; в 2001 году 1-й Международный триеннале малых скульптур был организован в качестве продолжения 13-й биеннале югославских времён.
До 1971 года музей вёл свою деятельность в павильоне Новака; в 1978 году он — вместе с областной библиотекой и провинциальным музеем — перебрался в Культурный центр Мурска-Собота, который стал одним из первых подобных центров в Словении. Центр был переименован в «Культурного центра им. Мишко Кранеца» в 1983 году, а в пост-советские годы, с 1992, муниципалитет Мурска-Собота создал независимый общественный институт — «Художественную галерею Мурска-Собота». 17 апреля 2007 года муниципалитет Моравске Топлице (Občina Moravske Toplice) присоединился к учредительному акту — он стал соучредителем галереи. С 1980 года галерея размещается в центре города, на улице Кочлева — рядом с Площадью культуры (Trgu kulture) и областной библиотекой. В здании регулярно проходят временные художественные выставки — в том числе и произведений современного искусства, созданного региональными авторами.